# Tau (film)
Tau (stilizzato in TAU) è un film del 2018 diretto da Federico D'Alessandro distribuito in Italia da Netflix dal 29 giugno 2018.

## Trama
Julia è una giovane donna che ruba in squallidi locali notturni. Viene rapita da casa sua e si risveglia in una cella di prigione con un impianto luminoso nella parte posteriore del collo. Con lei ci sono altri due soggetti. Dopo molteplici sessioni di tortura psicologica da parte di un uomo di nome Alex, distrugge la cella e il laboratorio adiacente in un tentativo di fuga. Gli altri due soggetti vengono uccisi da un robot, Aries, gestito da un'intelligenza artificiale (AI) chiamata Tau. Aries sta per uccidere Julia quando Alex arriva e ferma il robot.
Alex rivela che l'impianto sta raccogliendo l'attività neurale di Julia per un progetto di intelligenza artificiale. La distruzione del laboratorio ha ostacolato la sua ricerca. Nonostante la scadenza di due settimane, Alex tiene Julia prigioniera in casa sua e insiste affinché lei completi enigmi e test cognitivi. Mentre Alex è ogni giorno al lavoro, Julia conversa con Tau del mondo fuori casa. È chiaro che, sebbene intelligente in qualche modo, Tau ignora i sentimenti delle persone o il mondo in generale. Mentre Tau inizia a comprendere il danno nella situazione di Julia, la sua programmazione gli impedisce di liberarla. In cambio di informazioni sul mondo esterno, Tau rivela gradualmente sempre più informazioni sulla casa e sugli esperimenti di Alex.
Julia accede segretamente al tablet di Alex e scopre che dieci soggetti sono morti durante i suoi esperimenti. Alex in seguito scopre la sua impronta digitale sul tablet e presume che Tau sia scivolato nei suoi doveri, quindi punisce Tau cancellandone il codice e i ricordi, fornendo una forma di dolore all'IA. Julia nota che il monitoraggio di Tau su di lei si interrompe durante la sua punizione, quindi quando non viene rilevata, nasconde un coltello da bistecca. Quando Alex ritorna più tardi quella notte da un beneficio di beneficenza , Julia inizia a sedurlo mentre è seduto al tavolo della cucina, poi lo ferisce. Mentre i due lottano, Tau minaccia Alex di dolore se non smette di ferire Julia. Alex costringe Aries a colpire Julia ripetutamente e poi dice sia a Tau che a Julia che qualunque cosa stesse succedendo è finita. Durante la riparazione di Tau, disconnette un drone dalla rete.
Il giorno successivo, Julia convince Tau che Alex la ucciderà se non scappa. Tau aggira il suo divieto di liberarla aprendo un condotto d'aria nell'atrio. Mentre scappa, Alex arriva, vede Julia scomparsa e inizia a punire Tau. Julia ritorna per salvare Tau, ma è troppo tardi: tutti i suoi ricordi su di lei sono stati cancellati.
Alex lega Julia nel seminterrato per estrarre il suo impianto, una procedura che la ucciderà. Il drone disconnesso, contenente ancora la coscienza e i ricordi precedenti di Tau, aiuta Julia a liberarsi dalle sue restrizioni. Fa perdere i sensi ad Alex e gli taglia la mano con una sega per ossa da utilizzare sui sensori biometrici della casa. Aries la vede nell'atrio e la insegue di sopra nella camera da letto di Alex. Mentre il robot sfonda la porta, usa la mano mozzata di Alex per attivare il meccanismo di autodistruzione della casa. Lei riesce a scappare per un pelo attraverso un muro crepato con il drone che l'ha salvata: tutto ciò che resta di Tau.

## Produzione
Il 10 maggio 2016 Maika Monroe e Ed Skrein sono entrati nel cast del film, accompagnati dal regista Federico D'Alessandro e dai produttori David S. Goyer, Kevin Turen, Russell Ackerman, John Schoenfelder.

## Distribuzione
Nel novembre 2017 Netflix ha acquistato i diritti del film. È stato successivamente distribuito in tutti i paesi in cui il servizio è disponibile il 29 giugno 2018.

## Accoglienza

### Critica
Nel sito di recensioni Rotten Tomatoes, il film ha ricevuto un tasso di approvazione del 20% basato su 10 recensioni, e un voto medio di 4.7/10. Su Metacritic il film ha totalizzato 43 punti su 100, basati su 5 recensioni.